# Lúčna (Západní Tatry)
Lúčna (1652,6 m n. m. ) (Grześ) je holnatý vrch v severní části Západních Tater na Slovensko - polské hranici. 

## Poloha
Nachází se na hranici v geomorfologické části Osobitá , v severní části Západních Tater, přibližně 4 km východně od Zverovky a 6 km jižně od Oravice.  Leží v mohutné rozsoše Dlhý úplaz, která severním směrem vybíhá z Volovce (2063 m n. m.) a na Lúčnej se větví severním směrem k Bobrovci a západním k vrchům Roh a Kasne. Slovenská část masivu leží na katastrálním území obce Vitanová a Zuberec. 
Název vrchu vychází z jeho holnaté, luční podoby. Na jeho západní úpatí zasahuje národní přírodní rezervace Kotlový žlab. 

## Přístup
Poloha na bočním hřebeni, kterým vede státní hranice, umožňuje přístup jak ze slovenské, tak polské strany. Na vrcholu se tak křižuje několik značených tras:
- po  modré značce z Volovce (2063 m n. m.) v hlavním hřebeni
- po  modré značce z Oravice přes Bobrovecké sedlo
- po  zelené značce ze Zverovky přes Sedlo pod Osobitou
- po  žluté značce ze Zverovky přes Zadnú Látanú (napojení na zelenou značku)
- po  žluté značce z Doliny Chocholovské přes Bobrowiecki Žleb (napojení na modrou značku)